# Karel Červenka
Karel Červenka (* 1900; † unbekannt) war ein tschechoslowakischer Radrennfahrer.

## Sportliche Laufbahn
Červenka war im Straßenradsport aktiv. Er war Teilnehmer der Olympischen Sommerspiele 1924 in Paris. Im olympischen Straßenrennen wurde er 40. In der Mannschaftswertung wurde die Tschechoslowakei mit Antonín Perič, Antonín Charvát, Karel Červenka und František Kundert 11. des Wettbewerbs.
In der nationalen Meisterschaft im Straßenrennen 1923 wurde er Vizemeister hinter Antonín Perič. 1924 und 1925 wurde er Dritter der Meisterschaft. Das Eintagesrennen Prag–Karlovy Vary–Prag gewann Červenka 1923, 1925 und 1926. 1922 war er Zweiter geworden. Bei den Straßenradsport-Weltmeisterschaften 1926 kam er auf den 24. Platz.